# Marie Anna z Valdštejna
Marie Anna z Valdštejna-Wartenbergu (německy Mariana von Waldstein-Wartenberg, španělsky Mariana de Waldstein, marquesa de Santa Cruz, 30. května 1763, Vídeň – 21. června 1808, Fano) byla česko-rakouská šlechtična z rodu Valdštejnů a španělská grandka provdaná markýza Santa Cruz a malířka.

## Životopis

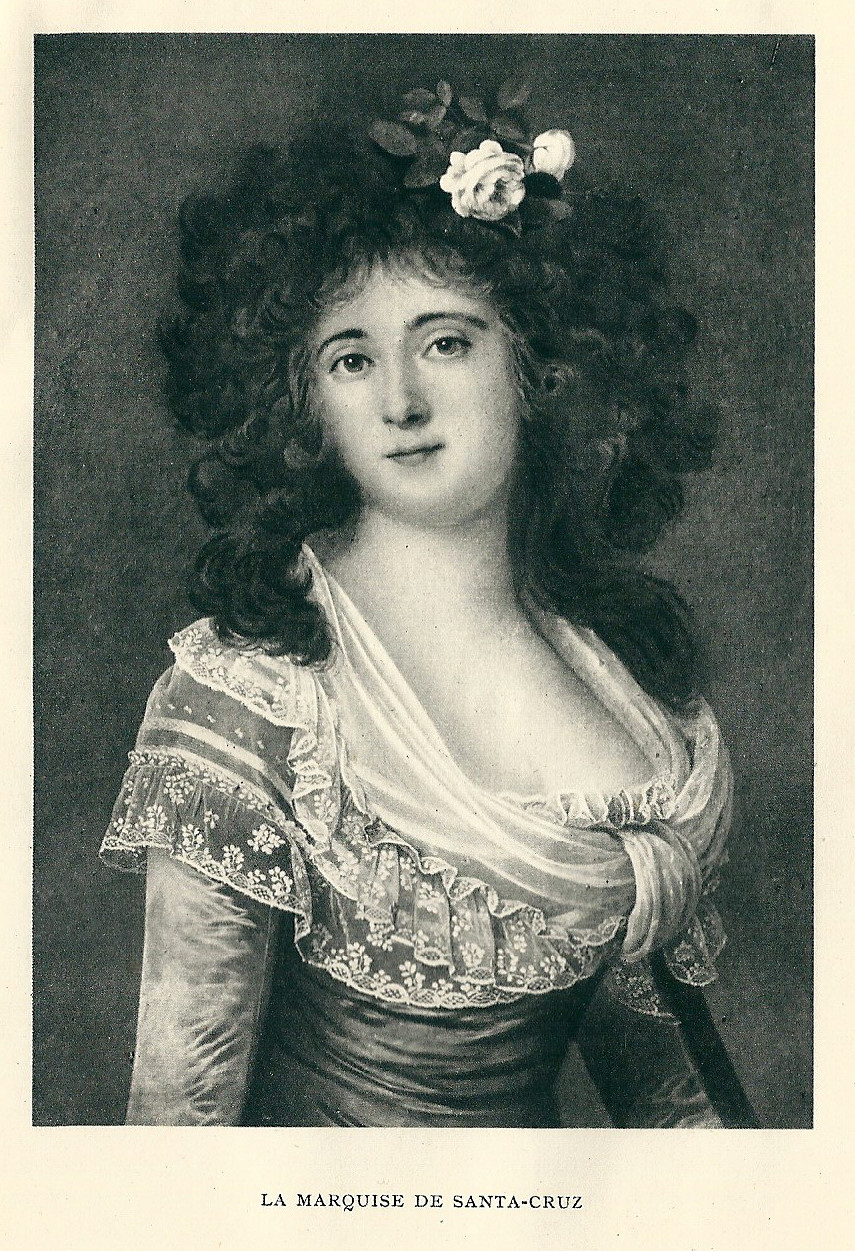
Portrét markýzy de Santa Cruz

Narodila se ve Vídni jako dcera českého šlechtice a císařského úředníka Emanuela Filiberta z Valdštejna a jeho manželky Marie Anna Terezie z Lichtenštejna.
Jako osmnáctiletá se Marie Anna v roce 1781 provdala za o 30 let staršího ovdovělého španělského granda Josého Joaquína de Silva-Bazán, IX. markýze ze Santa Cruz, významného úředníka královského dvora v Madridu. S manželem se odstěhovala do Španěl, kde se manželům narodili tři synové a dcera.
V Madridu se začala vášnivě věnovat malířství pod vedením Isidra Carnicera. Vytvářela olejomalby a pastely, zejména pak miniatury a kopie slavných děl. Miniaturám se začal více věnovat s malíři Dubeisem a Heltzem.
Za své malby byla jmenována čestnou ředitelkou a členkou Královské akademie San Fernando za zásluhy o umění.
Marie Anna byla výrazná osobnost se silným charakterem. Zamiloval se do ní francouzský diplomat Ferdinand de Guillemardet, jenž si před svým návratem do vlasti nechal zhotovit kopii jejího portrétu od Francisca Goyi z roku 1797/1798.
Marie Anna navázala intimní vztah s o 12 let mladším diplomatem, bratrem Napoleona, Lucienem Bonaparte. Její dopisy Lucienovi svědčí o veliké vzájemné vášni. V červenci 1801 odjela se svými třemi dětmi do Paříže, kde se setkala s umělci a politiky, mj. také Napoleonem Bonapartem, který byl v té době prvním konzulem. Navštívila zde malíře Jacques-Louise Davida v době tvorby portrétu Napoleona překračujícího Alpy.
V listopadu téhož roku Lucien opustil Madrid a navzdory Napoleonově kritice žil společně s Marií Annou na jeho zámku Plessis-Chamant. Marie však obdržela zprávu o špatném zdravotním stavu svého manžela a narychlo se vrátila do Madridu, kde její muž 28. března 1802 zemřel.
Po smrti svého manžela Marie Anna očekávala od Luciena návrh k sňatku, který by umlčel společenskou kritiku. Na rozdíl od Napoleona jejich svazek podporoval Manuel Godoy, první ministr španělského krále Karla IV. Marie na oplátku díky svým konexím zprostředkovávala tajná jednání Manuela Godoye s Francií a posílit vztahy s rodinou Bonaparte. Lucien se však zamiloval do čtyřiadvacetileté ovdovělé Alexandrine Jouberthonové, se kterou se v roce 1803 tajně a proti vůli svého bratra oženil.
V roce 1802 zhrzená markýza odjela do Itálie a své malby a portréty věnovala galerii ve Florencii. Tamní akademie a Cech sv. Lukáše v Římě ji jmenovaly zasloužilou akademičkou.
V roce 1805 předčasně zemřela její dospívající dcera Mariana. Marie Anna se vrátila do Španělska, ale po krátké době se přestěhoval do zpět Itálie.
Hraběnka Marie Anna z Valdštejna, grandka ze Santa Cruz zemřela ve Fanu dne 21. června 1808 ve věku pětačtyřiceti let. 